# ドメニコ・テデスコ
ドメニコ・テデスコ（Domenico Tedesco, 1985年9月12日 - ）は、イタリア・ロッサーノ出身のサッカー指導者。

## 経歴
プロのサッカー選手としてのキャリアはなく、大学時代にはアマチュアのサッカーチームでプレーしながらエスリンゲンの印刷所でビルトを包装する仕事をこなし、一晩で70ユーロを稼いでいた。
2008年7月、VfBシュツットガルトユースの監督であるトーマス・シュナイダーのアシスタントに就任すると、2013年にはU-17チームの監督に昇格。2015年にTSG1899ホッフェンハイムのユース監督となり、翌年にはU-19チームの監督も歴任した。
2017年3月、ブンデスリーガ2部のFCエルツゲビルゲ・アウエの監督に就任。トップチームでの指揮は初めてであったが、最下位に沈んでいたチームを短期間で立て直し2部リーグ残留に導いた。

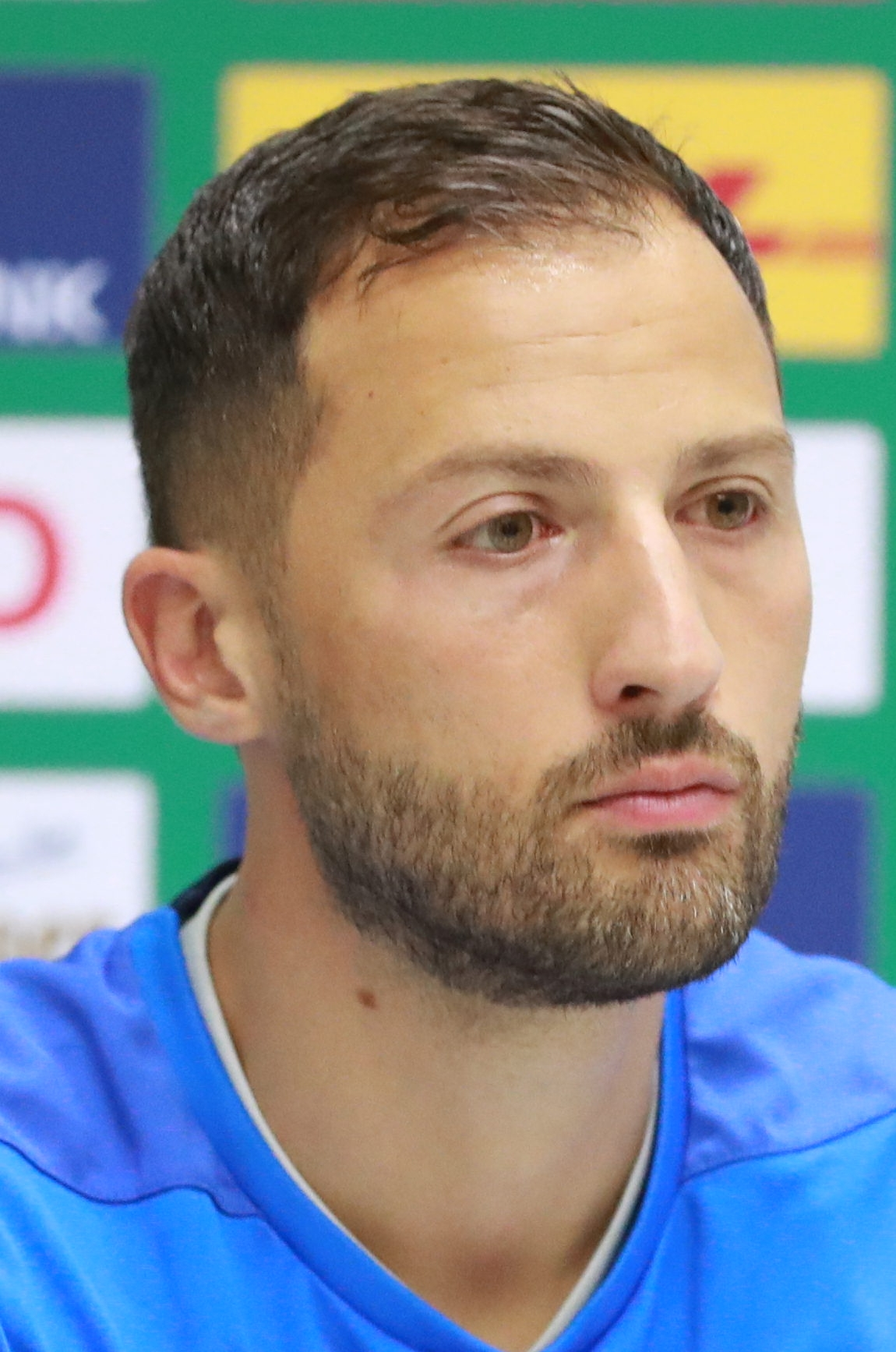
シャルケ04監督時代（2018年）

2017年6月9日、当時31歳でシャルケ04と2年契約を締結し監督に就任。3バックを採用し、ベネディクト・ヘーヴェデスをキャプテンから外すなど昨季を10位で終えたチームの一新を行った。2017年11月25日に行われたボルシア・ドルトムントとのルールダービーでは前半25分の時点で4失点を喫し0-4とされたものの、前半33分にレオン・ゴレツカとアミーヌ・アリを同時投入。後半16分のゴールを皮切りに交代出場のアリも得点を挙げ、後半45分にはナウドのゴールで同点に追いつき4-4の引き分けに持ち込んだ。試合後には第13節のMVPに選出された。最終的に2017-18シーズンを2位で終え、チームを4シーズンぶりとなるUEFAチャンピオンズリーグ出場権獲得に導いた。シーズン終了後の2018年8月12日にシャルケとの契約を2022年6月まで延長した。しかし、2018-19シーズンは低迷し、2019年3月12日のUEFAチャンピオンズリーグ決勝トーナメント1回戦2ndレグのマンチェスター・シティFC戦では、0-7の歴史的大敗を喫し、2日後の14日に解任された。
同年10月15日、FCスパルタク・モスクワの監督に就任した。2020年12月、2020-21シーズン限りでの退任を発表した。
2021年12月、ブンデスリーガのRBライプツィヒに、途中解任された前監督の後任として就任。低迷していた成績を挽回してUEFAチャンピオンズリーグ出場権の獲得に成功。さらにDFBポカールを制し、クラブに初タイトルをもたらした。しかし翌シーズンは開幕ダッシュに失敗し、2022年9月6日に行われた、UEFAチャンピオンズリーググループリーグホームシャフタール・ドネツク戦で1-4の大敗を喫し、7日に解任された。
2023年2月8日、ベルギー代表監督就任が発表された。
2025年1月17日、ベルギー代表監督を解任された。

## 人物・エピソード
- 姓のテデスコ（Tedesco）は、イタリア語でドイツ人の意味を持つ。
- イタリア語、ドイツ語の他、英語、スペイン語、フランス語などでコミュニケーションをとることができ[12]、これを活かし選手とのコミュニケーションを武器としている。当時シャルケでSDを務めていたクリスティアン・ハイデルは「人付き合いのうまさ」や「積極的にコミュニケーションをとる姿勢」を称賛している[13]。
- サッカードイツ代表の監督である2歳年下のユリアン・ナーゲルスマンとは、車をシェアして指導者ライセンス取得の授業に通っていた[14]。両者ともに同時期に監督に就任した若手監督のため比較されることもある。

## 監督成績
2022年9月7日現在
| クラブ                 | 国         | 就任           | 退任          | 記録 | 記録 | 記録 | 記録 | 記録 | 記録 | 記録 | 記録   |
| クラブ                 | 国         | 就任           | 退任          | 試   | 勝   | 分   | 敗   | 得   | 失   | 差   | 勝率   |
| ---------------------- | ---------- | -------------- | ------------- | ---- | ---- | ---- | ---- | ---- | ---- | ---- | ------ |
| エルツゲビルゲ・アウエ | ドイツの旗 | 2017年3月8日   | 2017年6月9日  | 11   | 6    | 2    | 3    | 14   | 10   | +4   | 054.55 |
| シャルケ04             | ドイツの旗 | 2017年6月9日   | 2019年3月14日 | 75   | 33   | 17   | 25   | 102  | 98   | +4   | 044.00 |
| スパルタク・モスクワ   | ロシアの旗 | 2019年10月14日 | 2021年5月24日 | 54   | 27   | 10   | 17   | 89   | 64   | +25  | 050.00 |
| RBライプツィヒ         | ドイツの旗 | 2021年12月9日  | 2022年9月7日  | 38   | 20   | 9    | 9    | 84   | 46   | +38  | 052.63 |
| 合計                   | 合計       | 合計           | 合計          | 178  | 86   | 38   | 54   | 289  | 218  | +71  | 048.31 |